# 石黒貞蔵
石黒 貞蔵（いしぐろ ていぞう、1887年〈明治20年〉10月15日 - 1950年〈昭和25年〉1月8日）は、日本陸軍の軍人。最終階級は陸軍中将。

## 経歴
鳥取県出身。鳥取中学校を経て、1907年（明治40年）5月、陸軍士官学校（19期）を卒業。同年12月、歩兵少尉に任官し歩兵第40連隊付となる。歩兵第40連隊中隊長、陸軍歩兵学校教導連隊中隊長などを経て、1924年（大正13年）3月、歩兵少佐に昇進し歩兵学校教官となる。
陸軍戸山学校教官、歩兵学校教導連隊大隊長、下志津陸軍飛行学校教官、歩兵学校教官などを歴任し、1929年（昭和4年）8月、歩兵中佐に進級し歩兵第1連隊付となる。豊橋陸軍教導学校学生隊長、関東軍司令部付（満州国軍政部顧問、次いで憲兵訓練処顧問）を経て、1934年（昭和9年）8月、歩兵大佐に昇進。
1936年（昭和11年）3月、歩兵第2連隊長に就任。1938年（昭和13年）3月、陸軍少将に進級し歩兵第7旅団長となる。豊橋陸軍予備士官学校長兼教導学校長を経て、1940年（昭和15年）8月、陸軍中将に進み新設の第28師団長に親補され、満州に駐屯。1943年（昭和18年）3月、第6軍司令官となり、次いで第29軍司令官としてマレー半島に赴任し終戦を迎えた。1946年（昭和21年）7月に復員。
1947年（昭和22年）11月28日、公職追放仮指定を受けた。

## 栄典
位階
- 1908年（明治41年）3月20日 - 正八位[6]
- 1916年（大正5年）4月21日 - 正七位[7]
- 1931年（昭和6年）9月15日 - 従五位[8]

勲章
- 1917年（大正6年）1月29日 - 勲六等瑞宝章[9]
- 1940年（昭和15年）8月15日 - 紀元二千六百年祝典記念章[10]
- 1942年（昭和17年）2月14日 - 勲一等瑞宝章[11]
- 1944年（昭和19年）10月12日 - 旭日大綬章[12]

## 親族
- 息子 石黒琢郎（陸軍大尉、戦死）[1]